# 二世 (X-ファイルのエピソード)
「二世」（原題:Nisei）は『X-ファイル』のシーズン3第9話で、1995年11月24日にFOXが初めて放送した。なお、本エピソードは「ミソロジー」に属するエピソードであり、次のエピソード「731」に続く。
「二世」とは日本からアメリカに移住した人々の子供のこと、つまり日系アメリカ人二世のことを指す。

## スタッフ
- 監督:デヴィッド・ナッター
- 脚本:クリス・カーター、ハワード・ゴードン、フランク・スポットニッツ

## キャスト

### レギュラー
- デイヴィッド・ドゥカヴニー - フォックス・モルダー特別捜査官
- ジリアン・アンダーソン - ダナ・スカリー特別捜査官
- ミッチ・ピレッジ - ウォルター・スキナーFBI副長官

### ゲスト
- ブルース・ハーウッド - ジョン・フィッツジェラルド・バイヤース
- トム・ブレイドウッド - メルビン・フロヒキー
- ディーン・ハグランド - リチャード・ラングリー
- スティーヴン・ウィリアムズ - ミスターX
- レイモンド・J・バリー - リチャード・マティソン上院議員
- スティーヴン・マクハティ - 赤髪の男
- ロバート・イトー - タキオ・イシマル博士/シロウ・ザマ
- ジリアン・バーバー - ペニー・ノーザン
- コリーヌ・コスロ - ロティ・ホロウェイ
- ブレンダン・ベイサー - ペンドレル捜査官
- ポール・マクリーン - ダイアン
- ヤスオ・サクライ - カズオ・サクライ

## ストーリー
テネシー州ノックスビルの車両基地に不審な車両が停車していた。夜になると、日本人の科学者の一団がその列車の中に入り、エイリアンの死体の解剖を行った。その様子は録画され、人工衛星を介してどこかにデータ送信されていた。突然、特殊部隊が車内に押し入り、科学者たちを皆殺した後、手際よくエイリアンの遺体を回収した。
オープニング後、冒頭に流されたシーンはモルダーが購入したビデオであったことが視聴者に明かされる。モルダーはビデオの内容が真実であると確信していたが、スカリーは偽物であると主張した。
テープが本物であるか否かを確かめるべく、モルダーとスカリーはテープを販売した人物が住むペンシルベニア州アレンタウンに急行したが、彼は何者かに始末されていた。モルダーは現場から逃走する人間を捕まえた。取り調べを試みるものの、彼は黙秘をつらぬいた。そこに、スキナーが現れ、この人物が日本の外交官カズオ・サクライだと判明する。また、外交官には不逮捕特権があるという理由から、2人はスキナーから釈放を求められる。あきらめきれないモルダーはサクライのブリーフケースからUFO愛好家団体（MUFON）のメンバーの名簿と衛星写真をくすねた。ローン・ガンメンの解析の結果、衛星写真に写っていたのはバージニア州ニューポートニューズに係留中のサルベージ船タラパスであることが判明した。
サクライはシンジケートに雇われた殺し屋、「赤髪の男」によって殺される。
スカリーはMUFONのメンバーの元を訪れた。信じられないことに、メンバーのうち何名かがスカリーのことを知っており、「あなたも「彼ら」に誘拐されたのよ。」といわれる。彼女たちはスカリーの首元に埋め込まれた金属製のインプラントと似たようなインプラントを見せ、自分たちも全員ガンで死ぬだろうと告げた。その頃、モルダーはニューポートニューズの港を訪れ、タラパス号の船内を捜査していた。そこへ、武装した兵士たちがやって来て証拠隠滅を始めた。モルダーは船から泳いで逃げた。その夜、モルダーは港の倉庫の中で防護服を着た作業員が謎の物体を洗浄している様子を目撃する。モルダーはその物体こそが、UFOであると考える。
モルダーはスキナーからブリーフケースの中身を持ち出したことを叱責される。日米の外交問題に発展する可能性もあった。スキナーはこの事件に関して自分は一切協力しないとモルダーに言った。そこで、モルダーは支援者のリチャード・マティソン上院議員に接触した。議員はモルダーに解剖ビデオに関する情報を提供してくれた。捜査を進めるモルダーは、旧日本軍の731部隊に所属していた科学者たちがアメリカでエイリアンに関する研究を進めているという事実に行き着く。彼らは人間とエイリアンのハイブリッドを生み出そうとしていた。モルダーはその日本人の科学者たちこそ、ビデオに出てきた科学者たちなのではないかと推測する。
MUFONで見聞きしたことをモルダーに伝えた後、スカリーはFBIの研究室にインプラントの詳細な解析を依頼した。スカリーが解剖ビデオを見直すと、そのうちの一人に見知った顔があることに気が付いた。彼の名前はイシマル、誘拐されたスカリーに何らかの実験を行った人物であった。その頃、モルダーはウェストバージニア州でビデオに写っていた電車を発見した。モルダーは日本人の科学者たちが被験者を車内に運び入れる様子を目撃する。
日本人の科学者、シロウ・ザマはオハイオ州の駅で電車を待っていた。彼にはボディーガードがついていたが、駅のトイレで「赤髪の男」に殺害された。男はザマの後を追って、彼が乗車したバンクーバー行の電車に乗った。モルダーもその列車に乗ろうとしたが、すでに発車した後だった。
スカリーがモルダーのアパートへ行くと、そこにはミスターXがいた。Xは「モルダーを電車に乗せてはならない」とスカリーに強い口調で警告した。スカリーがモルダーに電話を掛けると、モルダーは橋の上から電車に飛び乗ろうとしている矢先であった。スカリーの言葉に耳を貸さないモルダーは、そのまま電車に飛び移ってしまった。

## 製作
「ミソロジー」に731部隊を絡めることを思いついたのはクリス・カーターである。カーターは「『ニューヨーク・タイムズ』に731部隊が捕虜に対して行った実験に関する記事が掲載されていた。他の多くの人たちのように、僕もその記事に引きつけられた。」と述べている。また、「その能力を合衆国のために使うことを条件に赦免された戦争犯罪者を題材にしたエピソードはきっと面白いものになると思った。」とも述べている。
フランク・スポットニッツはシーズン3第7話として放送される予定だった単発の「ミソロジー」系のエピソードの脚本の執筆を任された。しかし、脚本を書いているうちに、エピソードの流れがぶつ切りになってしまう箇所が生じた。それが特に顕著だったのが、電車に関するシーンである。実際の電車を使用した撮影は困難であることが判明したのである。撮影に手間がかかりすぎることを理由に、製作総指揮を務めるR・W・グッドウィンはスポットニッツの脚本を没にしようとした。驚愕したスポットニッツは、カーターにストーリーを前後編に分けてはどうかと提案した。カーターはその提案を受け入れた。そのため、撮影にさらに数週間を要することとなり、放送順も第9話に変更された。

### 撮影
製作スタッフはこのエピソードと次の「731」に関して「膨大な物資を投じた製作された」エピソードだと回想している。モルダーが電車に飛び乗るシーンの撮影には6週間を費やした。スタントマンを雇うべきではないかという声もあったが、ドゥカヴニー自らアクションシーンに挑戦した（なお、ドゥカヴニーがスタントなしでアクションシーンをこなしたのはシーズン2第6話「昇天 Part.2」以来のことである）。ドゥカブニーはそのシーンの撮影に関して「楽しかったよ」と語っている。
製作スタッフはリアリティを追求するために、実際に訓練を受けた人々を兵士役に起用した。ビデオに写っていたエイリアンは11歳の少年が演じている。エイリアンの巨大な黒い目を表現するために、特注のコンタクトレンズが使用された。
本エピソードはペンドレル捜査官の初登場回でもある。ペンドレルの名前はバンクーバー市内の通りの名前からとられた。

## 評価
1995年11月24日、FOXは本エピソードを初めてアメリカで放映し、1636万人の視聴者を獲得した。
本エピソードは批評家から高く評価された。『エンターテインメント・ウィークリー』は本エピソードにA評価を下し、「モルダーに関するストーリーは単調であるものの、スカリーをめぐる物語は視聴者の興奮を大いに喚起するものであった。」と述べている。『A.V.クラブ』のトッド・ヴァンデルワーフは本エピソードにA-評価を下し、「見る物を楽しませるものが詰め込まれている」「「731」へと続く終わり方もごく自然なものだ。」「大予算で製作されたアクション映画のような迫力を感じる。」と称賛する一方、「「二世」の段階で、『X-ファイル』の「ミソロジー」があまりにも大きな物語であるが故に、すべての謎に明確な解答を出せないだろうということが明らかになってきた。」と述べている。『シネファンタスティック』のポーラ・ヴィタリスは本エピソードに4つ星評価で3つ星半を与え、「予告編と冒頭のシーンは視聴者に期待感を持たせるのに十分なものであった。しかし、物語は急速に滑稽なものになっていった。」「兵士たちが囚人たちを殺すシーンはそれまでの『X-ファイル』のどのシーンよりもごちゃごちゃしていた。」と批判する一方で、「「二世」のラストシーンの脚本は見事で、演技も素晴らしい」と高評価している。
ロバート・シャーマンとラース・パーソンはその著書『 Wanting to Believe: A Critical Guide to The X-Files, Millennium & The Lone Gunmen』で本エピソードに5つ星評価で3つ星半を与え、「アクションシーンには呼吸を忘れるほどの緊迫感があったが、プロットはコメディのようである。例えば、特殊部隊が小さな船に乗り込んだにもかかわらず、モルダーは彼らに気付かれることなく逃げることができた。」「『大災難P.T.A.』をアクション映画として再構成したようなエピソードだった。」と評している。
本エピソードは第48回プライムタイム・エミー賞で音響賞と音響編集賞にノミネートされた。

## 余談
- モルダーが購入したビデオを批判する際に、スカリーは1995年に公開されたレイ・サンティリの『宇宙人解剖フィルム』（2006年に偽物であると確定した）に言及した。このエピソードが放送されて以降、FOXはサンティリのビデオを放送しなくなった（『X-ファイル』で批判的に扱ったことと関係があるかについてははっきりしていない）[5]。
- アメリカでの初放映時、ある男性が恋人にプロポーズをするため、本エピソードの中に「結婚をしてくれ」という旨のテロップを流した。このカップルはお互いに『X-ファイル』のファンであり、男性は何か突飛なプロポーズがないものかと考え、このテロップでのプロポーズを番組製作側に依頼したところ、製作側は承諾した。テロップが流れてすぐ男性の恋人はOKの返事を出し、男性がそれを製作側に伝えたところ、劇中最後の(列車が去っていく）シーンで「SHE SAY YES（彼女はプロポーズを受け入れた）」というテロップが流れた。